# Korytarz (speleologia)

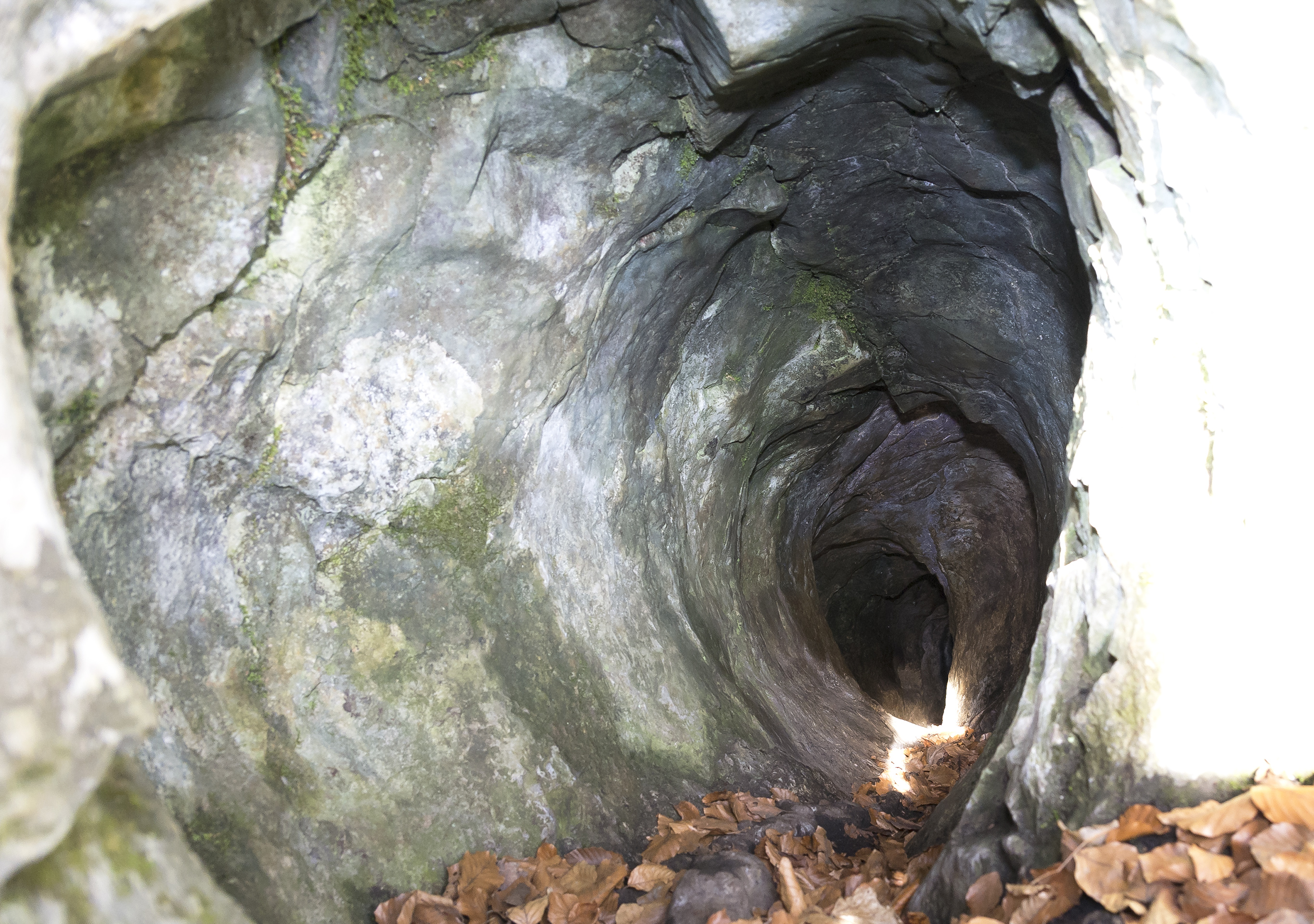
Myty korytarz w Jaskini Beczkowej

Korytarz – nie-pionowy odcinek jaskini lub schroniska o szerokości i wysokości wystarczającej do swobodnego poruszania się człowieka. Za korytarz uważa się odcinek jaskini o dużo większej długości, niż szerokości. Szerokość korytarza mierzy się jako odległość pomiędzy dwoma najbardziej od siebie oddalonymi punktami profilu. Korytarzem można się swobodnie poruszać, ale jego ściany lub boki mogą się zwężać lub obniżać, mogą występować na nim odcinki wymagające czołgania się, a nawet zaciski.
Wyróżnia się korytarz główny, korytarz boczny, korytarz ślepy. W zależności od wielkości i kształtu korytarza grotołazi używają różnych jego określeń: korytarzyk, rura, rurka, galeria, tunel, przechód, zaułek. Wyróżnia się także:
- korytarz myty – o wygładzonych ścianach,
- korytarz młody – w trakcie powstawania, którego dnem jeszcze płynie woda,
- korytarz stary – o dobrze już rozwiniętej szacie naciekowej

Często korytarze powstają na szczelinach inicjalnych, przez które przepływa woda. Z czasem wypłukując je powoduje ona ich rozszerzenie.
Eksploracja korytarza bywa często trudniejsza niż studni, w korytarzu bowiem nieraz zalegają różnego rodzaju osady jaskiniowe zmniejszające lub zamykające światło korytarza i trudniej je usunąć, niż ze studni. Na dnie korytarza często zalega woda lub błoto. Czasami korytarze zagrodzone są trwałymi elementami, np. naciekami.   